# Ip Man - The Final Fight
Ip Man - The Final Fight (Yip Man: Jung gik yat jin) è un film del 2013 diretto da Herman Yau, con Anthony Wong Chau-sang nel ruolo dell'anziano Ip Man, il celebre maestro di Wing Chun.

## Trama
Ip Man nel 1949 arriva ad Hong Kong dopo aver lasciato Foshan, la sua città natale nel sud della Cina. Ben presto inizia a insegnare il Wing Chun in una scuola con un tetto di fortuna e richiama un nuovo gruppo di seguaci. Ip insiste con i suoi alunni sulla virtù e non vuole che si azzuffino per la strada, ma le tensioni crescono quando nasce la rivalità con la scuola di kung fu della Gru Bianca. Quando si arriva a un’epica prova di forza con il boss della famigerata Città Murata di Kowloon, a Ip non resta che fare appello a tutto il proprio talento e assicurare i gangster alla giustizia.

## Riconoscimenti
- 2013 - Far East Film Festival
  - Nomination per il gelso d'argento a Herman Yau
- 2013 - New York Asian Film Festival
  - Premio per la miglior eccellenza nel cinema action a Herman Yau
- 2013 - Macao International Movie Festival
  - Miglior attore a Anthony Wong Chau-sang
  - Miglior attrice non protagonista a Gillian Chung
- 2014 - Chinese Film Media Awards
  - Nomination Miglior attore a Anthony Wong Chau-sang
- 2014 - Hong Kong Film Critics Society Awards
  - Nomination Miglior attore a Anthony Wong Chau-sang
  - Nomination Miglior film a Herman Yau
  - Nomination Miglior sceneggiatura a Erica Lee
  - Nomination Miglior regia a Herman Yau
- 2014 - Hong Kong Film Awards
  - Nomination Miglior attore a Anthony Wong Chau-sang